# Radical 182
El radical 182, representado por el carácter Han 風, es uno de los 214 radicales del diccionario de Kangxi. En mandarín estándar es llamado 風部, (fēng bù, ‘radical «viento»’); en japonés es llamado 風部, ふうぶ (fūbu), y en coreano 풍 (pung).
El radical 182 aparece comúnmente rodeando el lado izquierdo y la parte inferior de los caracteres que clasifica (por ejemplo, en 䫸). En otras ocasiones aparece en el lado derecho (por ejemplo, en 䫺) o en la parte inferior (por ejemplo, en 颪).
En el sistema de simplificación de los caracteres chinos llevado a cabo en la República Popular China el radical «viento» ha sido simplificado a la forma 风.

## Nombres populares
- Mandarín estándar:　風, fēng, ‘viento’.
- Coreano: 바람풍부, balam pung bu, ‘radical pung-viento’.
- Japonés:　風（かぜ）, kaze, ‘viento’.
- En occidente: radical «viento».

## Galería
| Estilos antiguos                                 | Estilos antiguos                  | Estilos antiguos                        | Estilos antiguos                   | Estilos antiguos                   | Estilos empleados actualmente       | Estilos empleados actualmente  | Estilos empleados actualmente    | Estilos empleados actualmente   | Estilos empleados actualmente  |
|                                                  |                                   |                                         |                                    |                                    |                                     | 風                             | 风                               |                                 |                                |
| 甲骨文 jiǎgǔwén (escritura de huesos oraculares) | 金文 jīnwén (escritura de bronce) | 简帛 jiǎnbó (escritura de bambú y seda) | 篆文 zhuànwén (escritura de sello) | 篆文 zhuànwén (escritura de sello) | 隸書 lìshū (estilo de los escribas) | 楷書 kǎishū (estilo regular)   | 楷書 kǎishū (estilo regular)     | 行書 xǐngshū (estilo corriente) | 草書 cǎoshū (estilo de hierba) |
| 甲骨文 jiǎgǔwén (escritura de huesos oraculares) | 金文 jīnwén (escritura de bronce) | 简帛 jiǎnbó (escritura de bambú y seda) | 大篆 dàzhuàn (sello grande)        | 小篆 xiǎozhuàn (sello pequeño)     | 隸書 lìshū (estilo de los escribas) | 繁體／繁体 fántǐ (tradicional) | 简体／簡體 jiǎntǐ (simplificado) | 行書 xǐngshū (estilo corriente) | 草書 cǎoshū (estilo de hierba) |

## Caracteres con el radical 182

| trazos | carácter                         | simplificación |
| ------ | -------------------------------- | -------------- |
| + 0    | 風                               | 风             |
| + 2    | 䫸                               |                |
| + 3    | 䫹 颩 颪                         | 飏             |
| + 4    | 䫺 䫻 䫼 䫽 颫 颬                |                |
| + 5    | 䫾 䫿 䬀 䬁 䬂 䬃 颭 颮 颯 颰 颱 | 飐 飑 飒       |
| + 6    | 䬄 䬅 颲 颳                      |                |
| + 7    | 䬆 䬇 䬈 䬉 䬊 颴 颵             |                |
| + 8    | 䬋 䬌 䬍 䬎 䬏 䬐 颶 颷          | 飓             |
| + 9    | 䬑 䬒 䬓 䬔 䬕 䬖 䬗 颸 颹 颺    | 飔 飖          |
| + 10   | 䬘 䬙 䬚 颻 颼 颽 颾 颿 飀       | 飕 飗          |
| + 11   | 䬛 䬜 飁 飂 飃 飄                | 飘             |
| + 12   | 䬝 飅 飆 飇 飈 飉 飊             | 飙 飚          |
| + 13   | 飋                               |                |
| + 14   | 䬞                               |                |
| + 15   | 䬟                               |                |
| + 18   | 飌 飍                            |                |